# Vivianne Miedema
Anna Margaretha Marina Astrid (Vivianne) Miedema (Hoogeveen, 15 juli 1996) is een Nederlands voetbalster die doorgaans speelt als spits. Ze speelt sinds 2024 voor Manchester City in de Engelse Super League. Eerder speelde ze voor sc Heerenveen, Bayern München en Arsenal. Miedema debuteerde in 2013 in het Nederlands elftal waarvan ze op 15 juni 2019 topscorer aller tijden werd.

## Carrière

### Heerenveen
Miedema begon op vijfjarige leeftijd met voetbal bij HZVV te Hoogeveen, waar ze in jongenselftallen speelde. In 2009 stapte ze over naar een van de andere Hoogeveense voetbalverenigingen, VV de Weide. In 2011 maakte ze de overstap naar sc Heerenveen. Ze debuteerde op 2 september 2011 in de eerste speelronde van het seizoen 2011/12, waarmee ze op vijftienjarige leeftijd geschiedenis schreef als jongste debutante in de landelijke Eredivisie. Haar eerste doelpunt maakte Miedema in haar tweede competitiewedstrijd tegen PEC Zwolle (4–3 winst). Met tien gemaakte doelpunten in zeventien wedstrijden sloot Miedema haar debuutseizoen af als clubtopscorer.
In het seizoen 2013/14 maakte Miedema voor sc Heerenveen in de BeNe League 41 doelpunten in 26 gespeelde competitiewedstrijden. Het indrukwekkende doelpuntengemiddelde van 1,6 doelpunten per wedstrijd maakte Miedema een gewild speelster op de transfermarkt, waardoor ze op belangstelling kon rekenen van de Braziliaanse club CR Flamengo en de Europese topclubs Bayern München, Olympique Lyonnais, Paris Saint-Germain en Umeå IK. Op 6 juni 2014 werd via de officiële kanalen bekend dat Miedema voor een onbekend bedrag de overstap van sc Heerenveen naar Bayern München maakte.

### Bayern München

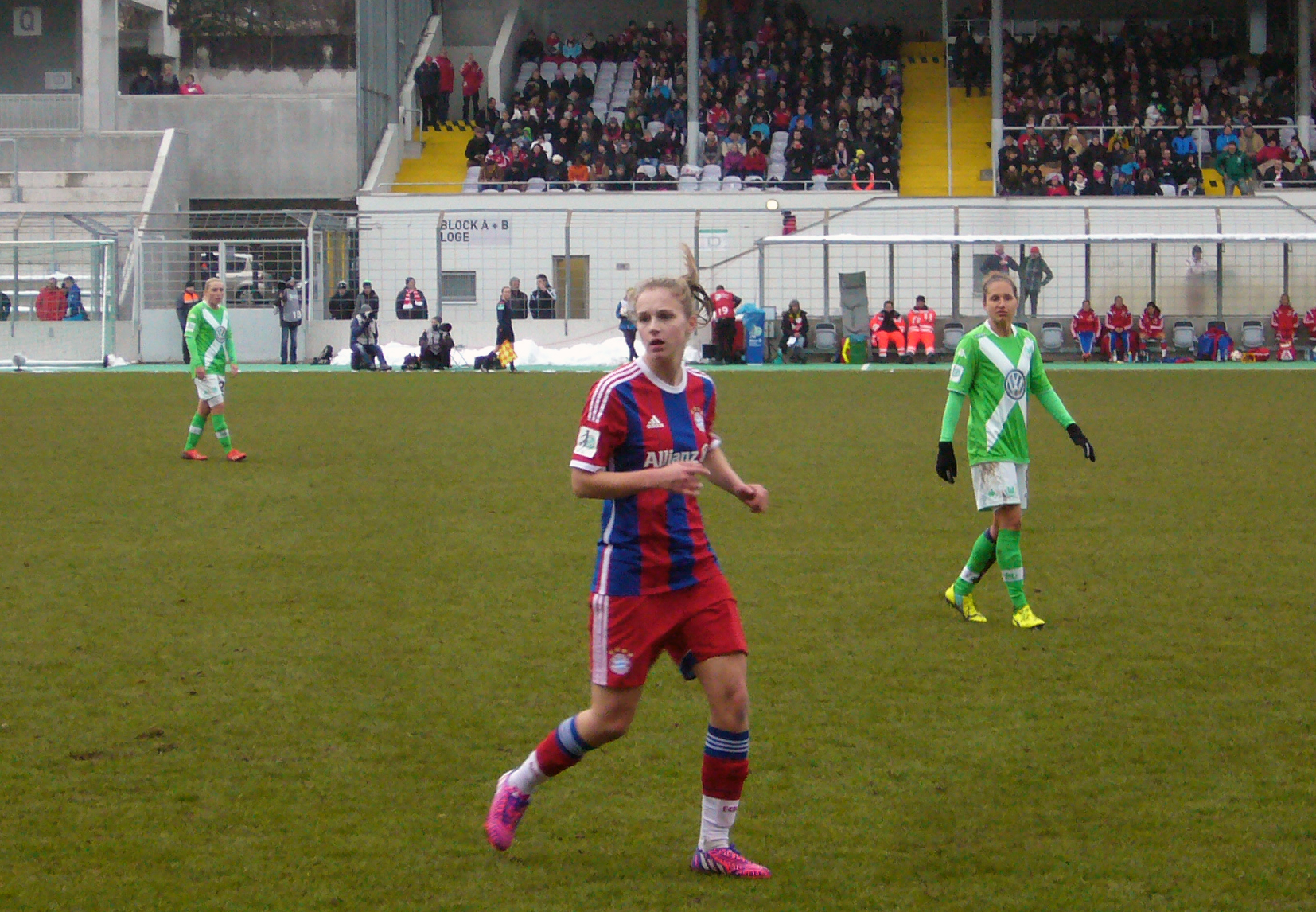
Namens Bayern München tegen Wolfsburg, februari 2015

Op 6 juni 2014 tekende zij als zeventienjarige een contract voor drie jaar bij Bayern München. Haar eerste competitiedoelpunten in Duitsland maakte Miedema op 5 oktober 2014 in een wedstrijd tegen FCR Duisburg, die Bayern met 6–0 won. In de wedstrijd tegen SG Essen-Schönebeck op 30 november scheurde Miedema de buitenband van haar enkel, waardoor ze na een blessureperiode en een interlandoproep pas op 22 februari 2015 tegen VfL Wolfsburg weer speelminuten maakt in de Duitse competitie. Op 1 maart startte Miedema weer voorzichtig als basisspeler tegen Bayer 04 Leverkusen en droeg ze met een doelpunt bij aan een 2–0 overwinning.
De club stond na acht speelrondes op de eerste plaats in de Bundesliga, maar verloor deze vervolgens in de elfde speelronde aan VfL Wolfsburg. In de laatste competitiewedstrijd droeg Miedema bij aan een 2–0 overwinning tegen SGS Essen. Omdat de koploper Wolfsburg gelijkspeelde, werd Bayern voor het eerst sinds 1976 landskampioen. In het seizoen 2015/16 werd Bayern overtuigend kampioen en werd Miedema met 14 doelpunten uit 22 wedstrijden vice-topscorer van de competitie.

### Arsenal

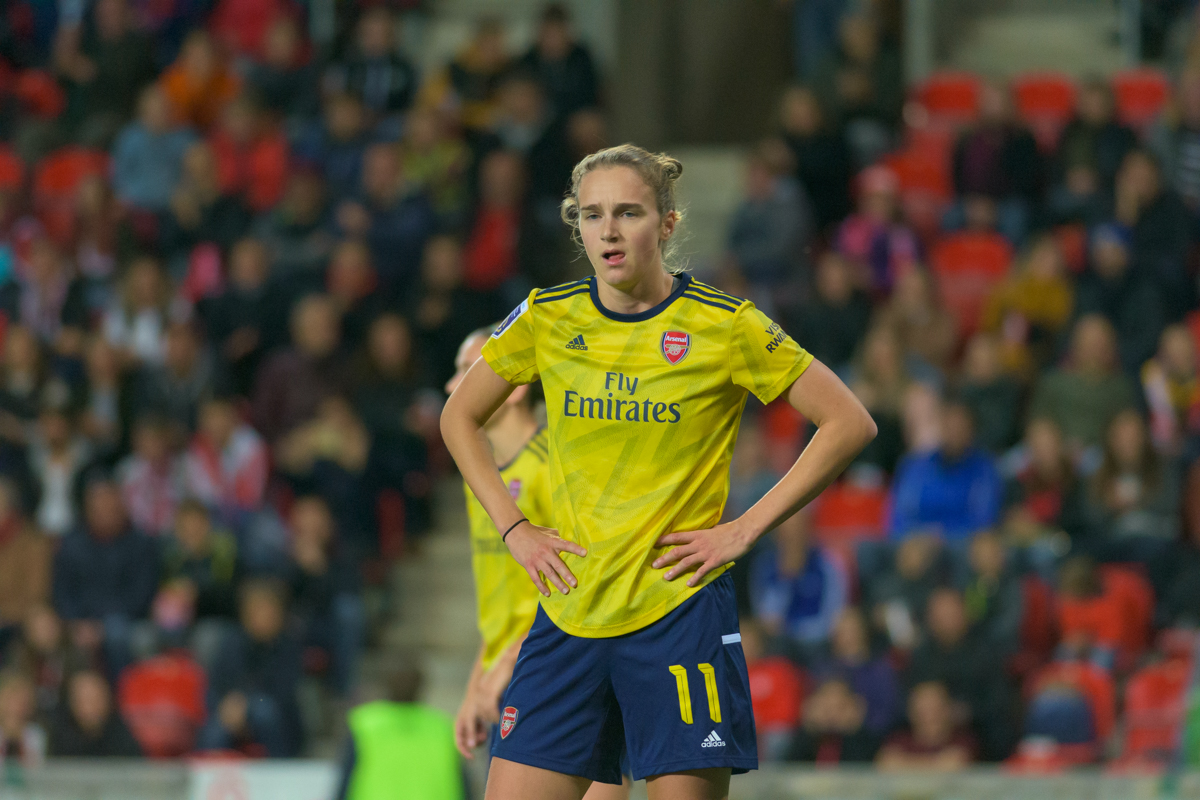
Namens Arsenal tegen Slavia Praag, oktober 2019

Gedurende drie seizoenen in de Bundesliga maakte Miedema 35 doelpunten voor de club; zowel in de jaargangen 2014/15 als 2015/16 werd Bayern landskampioen. In mei 2017 gaf Miedema aan toe te zijn aan een nieuwe uitdaging: "De club wilde graag met mij verder, maar ik heb de aanbieding naast mij neergelegd, omdat ik voelde dat het tijd is voor een nieuwe uitdaging." Diezelfde maand tekende ze een contract bij Arsenal. Landgenoten Daniëlle van de Donk, Sari van Veenendaal en Dominique Janssen stonden op dat moment al bij Arsenal onder contract.
In haar eerste seizoen bij Arsenal kon ze niet de doelpunten brengen die ze voorheen wel bij Bayern en Heerenveen had geleverd. Het was een lastig seizoen waarin ze moeilijk fit werd en bleef na het zo succesvolle Europees Kampioenschap in eigen land. Ondanks dat ze de beslissende treffer scoorde in de finale van de WSL Cup tegen Manchester City, kwam haar doelpuntentotaal op slechts zes uit (waarvan vier in de competitie).
De start van haar tweede seizoen was al zeer hoopgevend. In een voor de seizoensstart gespeelde vriendschappelijke wedstrijd tegen de kampioen van Italië, Juventus, scoorde ze vier van de vijf goals en de eerste competitiewedstrijd tegen Liverpool en de bekerwedstrijd tegen Lewes leverden haar beide een hattrick op. Daarmee stond haar doelpuntentotaal na drie wedstrijden op hetzelfde niveau als het totale eerste seizoen. Ook in de volgende competitiewedstrijden tegen Chelsea (5-0 winst, twee doelpunten), Reading (6-0 winst en een hattrick) en Bristol City (4-0 winst, twee doelpunten) scoorde Miedema. De Gunners kenden een sterke seizoensstart, waarbij Miedema 11 keer (van de 31 Arsenal-doelpunten) een doelpunt wist te maken.
Miedema scoorde op 18 oktober 2020 een hattrick tegen Tottenham Hotspur. Daarmee werd ze de eerste speelster die in de FA Women's Super League meer dan 50 doelpunten maakte. Op 9 september 2021 scoorde ze haar 100ste goal voor Arsenal, met een hattrick in een 4-0 winst op Slavia Praag in de Champions League. Miedema had hier 110 wedstrijden in totaal voor nodig.
Op 15 december 2022 scheurde ze haar voorste kruisband tijdens een Champions League-duel met Olympique Lyonnais.

### Manchester City
Op 5 juli 2024 tekende Miedema een driejarig contract bij Manchester City.

## Clubstatistieken
| Seizoen         | Club            | Competitie      | Competitie | Competitie | Beker | Beker | Internationaal | Internationaal | Totaal | Totaal |
| Seizoen         | Club            | Competitie      | Wed.       | Dlp.       | Wed.  | Dlp.  | Wed.           | Dlp.           | Wed.   | Dlp.   |
| --------------- | --------------- | --------------- | ---------- | ---------- | ----- | ----- | -------------- | -------------- | ------ | ------ |
| 2011/12         | Heerenveen      | Eredivisie      | 17         | 10         | 2     | 2     | –              | –              | 19     | 12     |
| 2012/13         | Heerenveen      | BeNe League     | 26         | 27         | 2     | 2     | –              | –              | 28     | 29     |
| 2013/14         | Heerenveen      | BeNe League     | 26         | 41         | 1     | 1     | –              | –              | 27     | 42     |
| Club totaal     | Club totaal     | Club totaal     | 69         | 78         | 5     | 5     | 0              | 0              | 74     | 83     |
| 2014/15         | Bayern München  | Bundesliga      | 17         | 7          | 2     | 1     | –              | –              | 19     | 8      |
| 2015/16         | Bayern München  | Bundesliga      | 22         | 14         | 4     | 4     | 2              | 0              | 28     | 18     |
| 2016/17         | Bayern München  | Bundesliga      | 22         | 14         | 3     | 4     | 6              | 8              | 31     | 26     |
| Club totaal     | Club totaal     | Club totaal     | 61         | 35         | 9     | 9     | 8              | 8              | 78     | 52     |
| 2017/18         | Arsenal         | Engeland        | 11         | 4          | 8     | 4     | –              | –              | 19     | 8      |
| 2018/19         | Arsenal         | Engeland        | 20         | 22         | 8     | 9     | –              | –              | 28     | 31     |
| 2019/20         | Arsenal         | Engeland        | 14         | 16         | 9     | 3     | 5              | 10             | 28     | 29     |
| 2020/21         | Arsenal         | Engeland        | 22         | 18         | 4     | 7     | –              | –              | 26     | 25     |
| 2021/22         | Arsenal         | Engeland        | 22         | 14         | 4     | 2     | 12             | 7              | 38     | 23     |
| 2022/23         | Arsenal         | Engeland        | 8          | 4          | 0     | 0     | 7              | 3              | 15     | 7      |
| 2023/24         | Arsenal         | Engeland        | 9          | 2          | 4     | 0     | –              | –              | 12     | 1      |
| Club totaal     | Club totaal     | Club totaal     | 105        | 79         | 37    | 25    | 24             | 20             | 166    | 124    |
| 2024/25         | Manchester City | Engeland        | 0          | 0          | 0     | 0     | 0              | 0              | 2      | 1      |
| Carrière totaal | Carrière totaal | Carrière totaal | 235        | 192        | 47    | 38    | 32             | 28             | 318    | 260    |

## Interlandcarrière

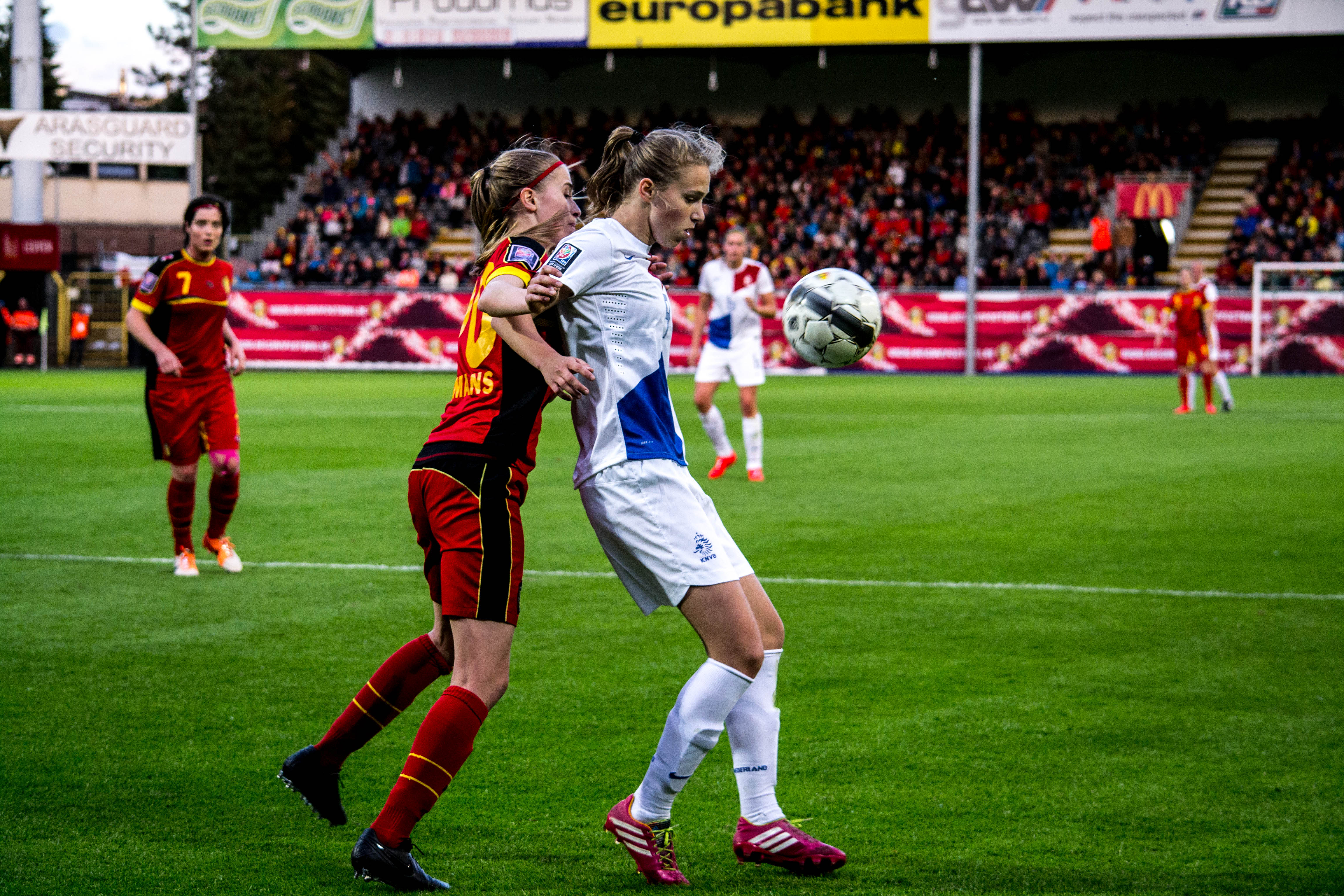
Miedema (r) in actie tegen Biesmans van België, 7 mei 2014

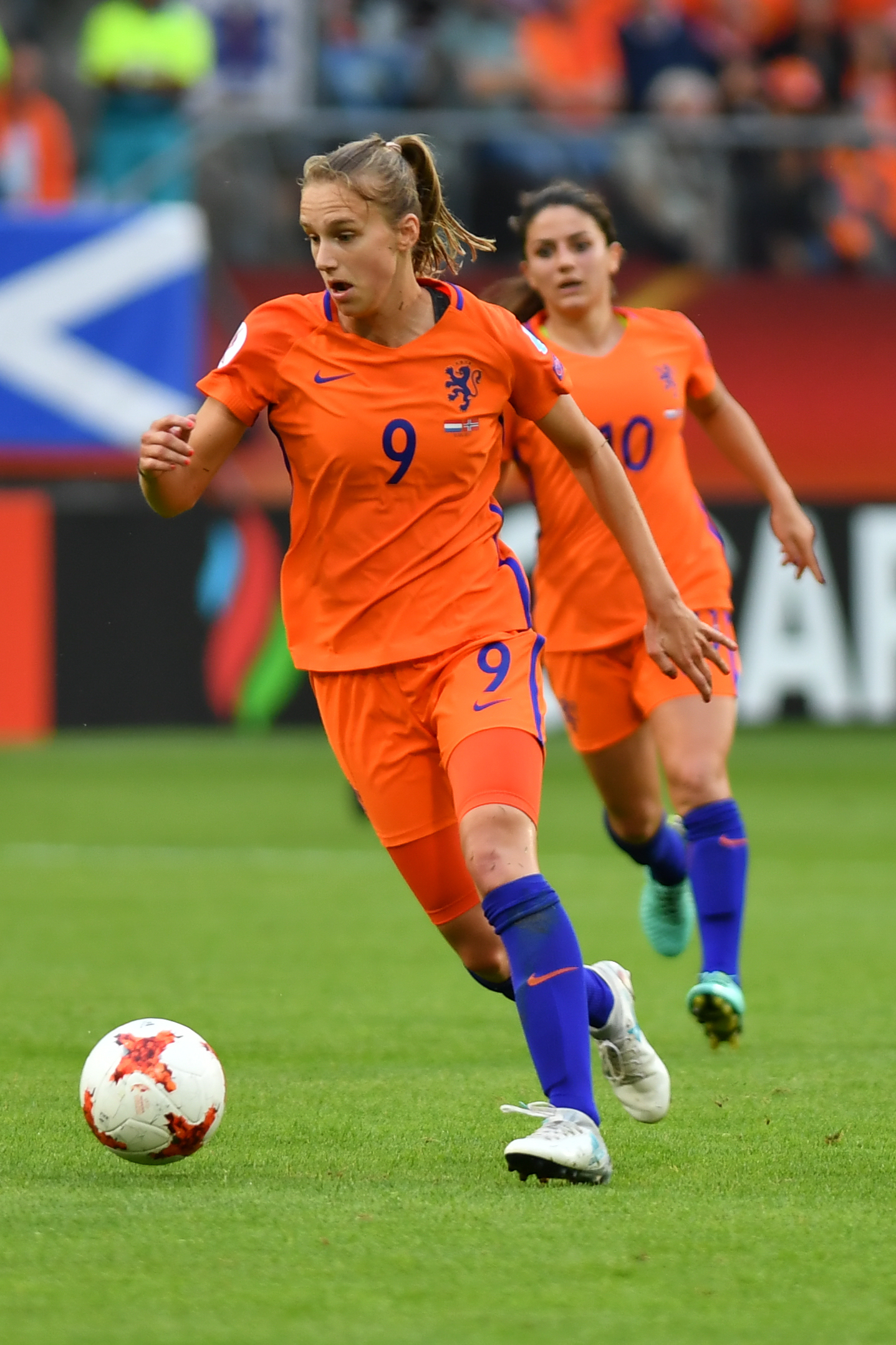
Miedema in de wedstrijd tegen Noorwegen op het EK 2017

### Nederland –19
Hoewel Miedema al sinds 2013 uitkwam voor het A-elftal, keerde ze in de zomer van 2014 terug naar jeugdniveau om met haar leeftijdsgenoten uit te komen op het Europees kampioenschap onder 19. Dit eindtoernooi werd gespeeld in Noorwegen en werd gewonnen door Nederland, door in de finale met 1–0 te winnen van Spanje. Dit was deels te danken aan de zes doelpunten die Miedema in dit toernooi maakte, waaronder het beslissende doelpunt in de finale. Bij afloop van het toernooi eindigde ze als topscorer en werd ze door de UEFA uitgeroepen tot beste speler van het toernooi. Aangezien ze op dat moment reeds interlands speelde in Nederlands A-elftal, zou Miedema niet veel wedstrijden spelen voor Nederland –19. Ze speelde uiteindelijk tien interlands en maakte daarin zeven doelpunten.

### Nederland
Miedema maakte haar debuut in het Nederlands elftal op 26 september 2013 tijdens de interland tegen Albanië. Ze werd geselecteerd door bondscoach Roger Reijners. Eind 2014 werd op bezoek bij Italië de return in de play-offs van de WK-kwalificatie met 2–1 gewonnen, waardoor Nederland mede door twee doelpunten van Miedema op het wereldkampioenschap voetbal 2015 in Canada kon debuteren op een mondiaal hoofdtoernooi.
Miedema speelde op 13 juni 2017 haar vijftigste interland, een vriendschappelijke wedstrijd tegen Oostenrijk (3–0 winst). Ze maakt een van de drie doelpunten. In augustus 2017 won zij met haar team het Europees kampioenschap voetbal in eigen land, mede door twee doelpunten van haar in de finale tegen Denemarken.
Tijdens het Wereldkampioenschap 2019, in de tweede wedstrijd van de poulefase tegen Kameroen, scoorde Miedema haar 59e en 60e interlanddoelpunt. Miedema passeerde hierdoor Manon Melis als topscorer aller tijden van het Nederlands Elftal. Nederland eindigde het toernooi als tweede, na een verloren finale tegen de VS.
In de eerste wedstrijd die het Nederlands elftal speelde op de Olympische Spelen scoorde Miedema viermaal in de gewonnen wedstrijd tegen Zambia. Tevens was ze de eerste speelster ooit die 8 doelpunten in de poulefase wist te maken waarmee ze weer een bijzonder record op haar naam zette. 
Op 5 juli 2025 maakte Miedema haar honderdste goal tegen Wales op het EK vrouwenvoetbal.
| Interlandgoals | Interlandgoals    | Interlandgoals                                                   | Interlandgoals   | Interlandgoals | Interlandgoals    | Interlandgoals              |
| -------------- | ----------------- | ---------------------------------------------------------------- | ---------------- | -------------- | ----------------- | --------------------------- |
|                |                   |                                                                  |                  |                |                   |                             |
| Dlp.           | Datum             | Locatie                                                          | Tegenstander     | Score          | Uitslag           | Competitie                  |
| 1              | 26 oktober 2013   | Estádio José de Carvalho, Maia, Portugal                         | Portugal         | 5–0            | 7–0               | WK-kwalificatie 2015        |
| 2              | 26 oktober 2013   | Estádio José de Carvalho, Maia, Portugal                         | Portugal         | 6–0            | 7–0               | WK-kwalificatie 2015        |
| 3              | 26 oktober 2013   | Estádio José de Carvalho, Maia, Portugal                         | Portugal         | 7–0            | 7–0               | WK-kwalificatie 2015        |
| 4              | 30 oktober 2013   | Kras Stadion, Volendam, Nederland                                | Noorwegen        | 1–1            | 1–2               | WK-kwalificatie 2015        |
| 5              | 23 november 2013  | Stadion Woudestein, Rotterdam, Nederland                         | Griekenland      | 2–0            | 7–0               | WK-kwalificatie 2015        |
| 6              | 23 november 2013  | Stadion Woudestein, Rotterdam, Nederland                         | Griekenland      | 3–0            | 7–0               | WK-kwalificatie 2015        |
| 7              | 23 november 2013  | Stadion Woudestein, Rotterdam, Nederland                         | Griekenland      | 6–0            | 7–0               | WK-kwalificatie 2015        |
| 8              | 12 februari 2014  | Oosterenkstadion, Zwolle, Nederland                              | België           | 1–0            | 1–1               | WK-kwalificatie 2015        |
| 9              | 5 maart 2014      | GSZ Stadium, Larnaca, Cyprus                                     | Australië        | 1–0            | 2–2               | Cyprus Cup 2014             |
| 10             | 12 maart 2014     | GSZ Stadium, Larnaca, Cyprus                                     | Zwitserland      | 1–0            | 4–1               | Cyprus Cup 2014             |
| 11             | 5 april 2014      | Pankritio Stadium, Heraklion, Griekenland                        | Griekenland      | 3–0            | 6–0               | WK-kwalificatie 2015        |
| 12             | 7 mei 2014        | Den Dreef, Leuven, België                                        | België           | 1–0            | 2–0               | WK-kwalificatie 2015        |
| 13             | 13 september 2014 | De Koel, Venlo, Nederland                                        | Portugal         | 1–0            | 3–2               | WK-kwalificatie 2015        |
| 14             | 13 september 2014 | De Koel, Venlo, Nederland                                        | Portugal         | 2–1            | 3–2               | WK-kwalificatie 2015        |
| 15             | 13 september 2014 | De Koel, Venlo, Nederland                                        | Portugal         | 3–2            | 3–2               | WK-kwalificatie 2015        |
| 16             | 22 november 2014  | Kyocera Stadion, Den Haag, Nederland                             | Italië           | 1–1            | 1–1               | WK-kwalificatie 2015        |
| 17             | 27 november 2014  | Stadio Marc'Antonio Bentegodi, Verona, Italië                    | Italië           | 1–0            | 2–1               | WK-kwalificatie 2015        |
| 18             | 27 november 2014  | Stadio Marc'Antonio Bentegodi, Verona, Italië                    | Italië           | 2–0            | 2–1               | WK-kwalificatie 2015        |
| 19             | 9 maart 2015      | GSP Stadium, Nicosia, Cyprus                                     | Engeland         | 1–0            | 1–1               | Cyprus Cup 2015             |
| 20             | 17 september 2015 | De Vijverberg, Doetinchem, Nederland                             | Wit-Rusland      | 4–0            | 8–0               | Vriendschappelijk           |
| 21             | 17 september 2015 | De Vijverberg, Doetinchem, Nederland                             | Wit-Rusland      | 6–0            | 8–0               | Vriendschappelijk           |
| 22             | 25 januari 2016   | Spice Hotel, Belek, Turkije                                      | Denemarken       | 1–0            | 2–1               | Vriendschappelijk           |
| 23             | 2 maart 2016      | Kyocera Stadion, Den Haag, Nederland                             | Zwitserland      | 2–1            | 4–3               | OS-kwalificatie 2016        |
| 24             | 9 maart 2016      | Sparta Stadion, Rotterdam, Nederland                             | Zweden           | 1–0            | 1–1               | OS-kwalificatie 2016        |
| 25             | 7 juni 2016       | Mandemakers Stadion, Waalwijk, Nederland                         | Zuid-Afrika      | 1–0            | 2–0               | Vriendschappelijk           |
| 26             | 7 juni 2016       | Mandemakers Stadion, Waalwijk, Nederland                         | Zuid-Afrika      | 2–0            | 2–0               | Vriendschappelijk           |
| 27             | 20 oktober 2016   | Tony Macaroni Arena, Livingston, Schotland                       | Schotland        | 1–0            | 7–0               | Vriendschappelijk           |
| 28             | 20 oktober 2016   | Tony Macaroni Arena, Livingston, Schotland                       | Schotland        | 3–0            | 7–0               | Vriendschappelijk           |
| 29             | 25 oktober 2016   | Scholz Arena, Aalen, Duitsland                                   | Duitsland        | 2–4            | 2–4               | Vriendschappelijk           |
| 30             | 20 januari 2017   | Pinatar Arena, San Pedro del Pinatar, Spanje                     | Roemenië         | 6–1            | 7–1               | Vriendschappelijk           |
| 31             | 20 januari 2017   | Pinatar Arena, San Pedro del Pinatar, Spanje                     | Roemenië         | 7–1            | 7–1               | Vriendschappelijk           |
| 32             | 24 januari 2017   | Pinatar Arena, San Pedro del Pinatar, Spanje                     | Rusland          | 1–0            | 4–0               | Vriendschappelijk           |
| 33             | 24 januari 2017   | Pinatar Arena, San Pedro del Pinatar, Spanje                     | Rusland          | 2–0            | 4–0               | Vriendschappelijk           |
| 34             | 24 januari 2017   | Pinatar Arena, San Pedro del Pinatar, Spanje                     | Rusland          | 4–0            | 4–0               | Vriendschappelijk           |
| 35             | 3 maart 2017      | VRS António Sports Complex, Vila Real de Santo António, Portugal | Australië        | 1–3            | 2–3               | Algarve Cup 2017            |
| 36             | 8 maart 2017      | Estádio Algarve, Faro-Loulé, Portugal                            | Japan            | 3–2            | 3–2               | Algarve Cup 2017            |
| 37             | 11 april 2017     | De Vijverberg, Doetinchem, Nederland                             | IJsland          | 1–0            | 4–0               | Vriendschappelijk           |
| 38             | 11 april 2017     | De Vijverberg, Doetinchem, Nederland                             | IJsland          | 2–0            | 4–0               | Vriendschappelijk           |
| 39             | 13 juni 2017      | De Adelaarshorst, Deventer, Nederland                            | Oostenrijk       | 2–0            | 3–0               | Vriendschappelijk           |
| 40             | 8 juli 2017       | Sparta Stadion, Rotterdam, Nederland                             | Wales            | 3–0            | 5–0               | Vriendschappelijk           |
| 41             | 8 juli 2017       | Sparta Stadion, Rotterdam, Nederland                             | Wales            | 4–0            | 5–0               | Vriendschappelijk           |
| 42             | 29 juli 2017      | De Vijverberg, Doetinchem, Nederland                             | Zweden           | 2–0            | 2–0               | EK 2017                     |
| 43             | 3 augustus 2017   | De Grolsch Veste, Enschede, Nederland                            | Engeland         | 1–0            | 3–0               | EK 2017                     |
| 44             | 6 augustus 2017   | De Grolsch Veste, Enschede, Nederland                            | Denemarken       | 1–1            | 4–2               | EK 2017                     |
| 45             | 6 augustus 2017   | De Grolsch Veste, Enschede, Nederland                            | Denemarken       | 4–2            | 4–2               | EK 2017                     |
| 46             | 19 oktober 2017   | NV Arena, Sankt Pölten, Oostenrijk                               | Oostenrijk       | 2–0            | 2–0               | Vriendschappelijk           |
| 47             | 24 oktober 2017   | Euroborg, Groningen, Nederland                                   | Noorwegen        | 1–0            | 1–0               | WK-kwalificatie 2019        |
| 48             | 24 november 2017  | NTC Senec, Senec, Slowakije                                      | Slowakije        | 3–0            | 5–0               | WK-kwalificatie 2019        |
| 49             | 24 november 2017  | NTC Senec, Senec, Slowakije                                      | Slowakije        | 4–0            | 5–0               | WK-kwalificatie 2019        |
| 50             | 6 april 2018      | Philips Stadion, Eindhoven, Nederland                            | Noord-Ierland    | 3–0            | 7–0               | WK-kwalificatie 2019        |
| 51             | 4 september 2018  | Intility Arena, Oslo, Noorwegen                                  | Noorwegen        | 1–2            | 1–2               | WK-kwalificatie 2019        |
| 52             | 9 november 2018   | Stadion Galgenwaard, Utrecht                                     | Zwitserland      | 3-0            | 3-0               | WK-kwalificatie 2019        |
| 53             | 13 november 2018  | LIPO Park, Schaffhausen, Zwitserland                             | Zwitserland      | 1-0            | 1-1               | WK-kwalificatie 2019        |
| 54             | 19 januari 2019   | Green Point Stadium, Kaapstad, Zuid-Afrika                       | Zuid-Afrika      | 2-0            | 2-1               | Vriendschappelijk           |
| 55             | 6 maart 2019      | Estádio Municipal, Albufeira, Portugal                           | China            | 1-0            | 1-1               | Algarve Cup                 |
| 56             | 5 april 2019      | GelreDome, Arnhem, Nederland                                     | Mexico           | 1-0            | 2-0               | Vriendschappelijk           |
| 57             | 9 april 2019      | AFAS Stadion, Alkmaar, Nederland                                 | Chili            | 5-0            | 7-0               | Vriendschappelijk           |
| 58             | 1 juni 2019       | Philips Stadion, Eindhoven, Nederland                            | Australië        | 2-0            | 3-0               | Vriendschappelijk           |
| 59             | 15 juni 2019      | Stade du Hainaut, Valenciennes, Frankrijk                        | Kameroen         | 1-0            | 3-1               | WK 2019                     |
| 60             | 15 juni 2019      | Stade du Hainaut, Valenciennes, Frankrijk                        | Kameroen         | 3-1            | 3-1               | WK 2019                     |
| 61             | 29 juni 2019      | Stade du Hainaut, Valenciennes, Frankrijk                        | Italië           | 1-0            | 2-0               | WK 2019                     |
| 62             | 30 augustus 2019  | A. Le Coq Arena, Tallinn, Estland                                | Estland          | 1-0            | 7-0               | EK-kwalificatie 2021        |
| 63             | 30 augustus 2019  | A. Le Coq Arena, Tallinn, Estland                                | Estland          | 5-0            | 7-0               | EK-kwalificatie 2021        |
| 64             | 4 oktober 2019    | Fazanerija City Stadium, Murska Sobota, Slovenia                 | Slovenië         | 1–0            | 4–2               | EK-kwalificatie 2021        |
| 65             | 8 oktober 2019    | Philips Stadion, Eindhoven, Netherlands                          | Rusland          | 2–0            | 2–0               | EK-kwalificatie 2021        |
| 66             | 8 november 2019   | Doganlar Stadium, Iktar, Turkey                                  | Turkije          | 3–0            | 8–0               | EK-kwalificatie 2021        |
| 67             | 8 november 2019   | Doganlar Stadium, Iktar, Turkey                                  | Turkije          | 5–0            | 8–0               | EK-kwalificatie 2021        |
| 68             | 12 november 2019  | GelreDome, Arnhem, Nederland                                     | Slovenië         | 3–1            | 4–1               | EK-kwalificatie 2021        |
| 69             | 12 november 2019  | GelreDome, Arnhem, Nederland                                     | Slovenië         | 4–1            | 4–1               | EK-kwalificatie 2021        |
| 70             | 27 oktober 2020   | Rat Verlegh Stadion, Breda, Nederland                            | Kosovo           | 0-5            | 0-6               | EK-kwalificatie 2021        |
| 71             | 18 februari 2021  | Koning Boudewijn Stadion, Brussel, België                        | België           | 0-1            | 1-6               | Vriendschappelijk           |
| 72             | 15 juni 2021      | De Grolsch Veste, Enschede, Nederland                            | Noorwegen        | 1-0            | 7-0               | Vriendschappelijk           |
| 73             | 15 juni 2021      | De Grolsch Veste, Enschede, Nederland                            | Noorwegen        | 5-0            | 7-0               | Vriendschappelijk           |
| 74             | 21 juli 2021      | Miyagi Stadium, Rifu, Japan                                      | Zambia           | 0-1            | 3-10              | Olympische Zomerspelen 2020 |
| 75             | 21 juli 2021      | Miyagi Stadium, Rifu, Japan                                      | Zambia           | 0-3            | 3-10              | Olympische Zomerspelen 2020 |
| 76             | 21 juli 2021      | Miyagi Stadium, Rifu, Japan                                      | Zambia           | 1-4            | 3-10              | Olympische Zomerspelen 2020 |
| 77             | 21 juli 2021      | Miyagi Stadium, Rifu, Japan                                      | Zambia           | 1-7            | 3-10              | Olympische Zomerspelen 2020 |
| 78             | 24 juli 2021      | Miyagi Stadium, Rifu, Japan                                      | Brazilië         | 1-0            | 3-3               | Olympische Zomerspelen 2020 |
| 79             | 24 juli 2021      | Miyagi Stadium, Rifu, Japan                                      | Brazilië         | 2-1            | 3-3               | Olympische Zomerspelen 2020 |
| 80             | 27 juli 2021      | Nissanstadion, Yokoyama, Japan                                   | China            | 5-1            | 8-2               | Olympische Zomerspelen 2020 |
| 81             | 27 juli 2021      | Nissanstadion, Yokoyama, Japan                                   | China            | 8-2            | 8-2               | Olympische Zomerspelen 2020 |
| 82             | 30 juli 2021      | Nissanstadion, Yokoyama, Japan                                   | Verenigde Staten | 1-0            | 2-2 Penalty's 2-4 | Olympische Zomerspelen 2020 |
| 83             | 30 juli 2021      | Nissanstadion, Yokoyama, Japan                                   | Verenigde Staten | 2-2            | 2-2 Penalty's 2-4 | Olympische Zomerspelen 2020 |
| 84             | 17 september 2021 | Euroborg, Groningen, Nederland                                   | Tsjechië         | 1-0            | 1-1               | WK-kwalificatie 2023        |
| 85             | 22 oktober 2021   | AEK Arena, Larnaca, Cyprus                                       | Cyprus           | 0-1            | 0-8               | WK-kwalificatie 2023        |
| 86             | 8 april 2022      | Euroborg, Groningen, Nederland                                   | Cyprus           | 1-0            | 12-0              | WK-kwalificatie 2023        |
| 87             | 8 april 2022      | Euroborg, Groningen, Nederland                                   | Cyprus           | 4-0            | 12-0              | WK-kwalificatie 2023        |
| 88             | 8 april 2022      | Euroborg, Groningen, Nederland                                   | Cyprus           | 5-0            | 12-0              | WK-kwalificatie 2023        |
| 89             | 8 april 2022      | Euroborg, Groningen, Nederland                                   | Cyprus           | 7-0            | 12-0              | WK-kwalificatie 2023        |
| 90             | 8 april 2022      | Euroborg, Groningen, Nederland                                   | Cyprus           | 10-0           | 12-0              | WK-kwalificatie 2023        |
| 91             | 8 april 2022      | Euroborg, Groningen, Nederland                                   | Cyprus           | 11-0           | 12-0              | WK-kwalificatie 2023        |
| 92             | 12 april 2022     | Cars Jeans Stadion, Den Haag, Nederland                          | Zuid-Afrika      | 3-1            | 5-1               | Vriendschappelijk           |
| 93             | 2 juli 2022       | De Grolsch Veste, Enschede, Nederland                            | Finland          | 1–0            | 2–0               | Vriendschappelijk           |
| 94             | 2 juli 2022       | De Grolsch Veste, Enschede, Nederland                            | Finland          | 2–0            | 2–0               | Vriendschappelijk           |
| 95             | 2 september 2022  | MAC³PARK stadion, Zwolle, Nederland                              | Schotland        | 1-0            | 2-1               | Vriendschappelijk           |
| 96             | 16 juli 2024      | Brannstadion, Bergen, Noorwegen                                  | Noorwegen        | 1-1            | 1-1               | EK-kwalificatie 2025        |

## Erelijst
Bayern München
- Bundesliga: 2014/15, 2015/16

 Arsenal
- FA Women's Super League: 2018/19
- FA Women's League Cup: 2017/18

 Nederland onder 19
- Europees kampioenschap onder 19: 2014

 Nederland
- Europees kampioenschap: 2017
- Wereldkampioenschap: tweede in 2019

Persoonlijk
- Topscorer BeNe League: 2014
- Topscorer EK -19: 2014
- UEFA prijs voor beste speelster EK -19: 2014
- Vice-topscorer Bundesliga: 2016, 2017
- Player of the month: Oktober 2018, Oktober 2020
- Topscorer FA WSL: 2019 (recordaantal van 22 doelpunten)
- PFA Women's Players' Player of the Year: 2019

## Onderscheidingen
- Miedema werd op 14 december 2014 door de lezers van het Nederlands sporttijdschrift Helden verkozen tot Heldin van 2014. Met een meerderheid van 31,7% van de stemmen liet ze de nummer twee Ireen Wüst (23,0%) en drie Dafne Schippers (22,2%) achter zich.[18] Ze ontving deze ereprijs van Frits Barend.[19]
- Vanwege haar sportieve prestaties in 2014 werd Miedema op 5 januari 2015 door burgemeester Karel Loohuis uitgeroepen tot Hoogevener van het jaar.[20]
- Tijdens haar huldiging in Hoogeveen na het winnen van het Europees kampioenschap voetbal vrouwen 2017 heeft Vivianne Miedema uit handen van locoburgemeester Gert Vos de erepenning van de gemeente Hoogeveen ontvangen.[21]
- Op woensdag 25 oktober 2017 werden alle EK-leeuwinnen door de Koning en Koningin ontvangen op Paleis Noordeinde. Eerder die dag kreeg Miedema door premier Rutte en minister Schippers (Sport) de versierselen behorende bij de koninklijke onderscheiding Ridder in de Orde van Oranje Nassau uitgereikt.[22]
- Op 28 april 2019 won Miedema de 'PFA Player of the Year Award' (speelster van het jaar), nadat ze eerder die dag met haar 22e doelpunt van het seizoen Arsenal aan het landskampioenschap had geholpen.[23]
- In 2022 werd het gerenoveerde Cruyff Court in Hoogeveen vernoemd naar Miedema.

## Persoonlijk
Miedema heeft een relatie met voormalig teamgenote en Engels international Beth Mead.

## Trivia
- Miedema is supporter van voetbalclub Feyenoord[25]

1: Van Veenendaal ·
2: Van Lunteren ·
3: Van der Gragt ·
4: Van Dongen ·
5: Van Es ·
6: Dekker ·
7: Van de Sanden ·
8: Spitse ·
9: Miedema ·
10: Van de Donk ·
11: Martens · 12: Pelova · 13: R. Jansen · 14: Groenen · 15: Kaagman · 16: Kop · 17: E. Jansen · 18: Kerkdijk · 19: Roord · 20: Bloodworth · 21: Beerensteyn · 22: Van der Most · 23: Geurts · Coach: Wiegman
1: Van Veenendaal ·
2: Van Lunteren ·
3: Van der Gragt ·
4: Van den Berg ·
5: Van Es ·
6: Dekker ·
7: Van de Sanden ·
8: Spitse ·
9: Miedema ·
10: Van de Donk ·
11: Martens · 12: Roord · 13: Jansen · 14: Groenen · 15: Folkertsma · 16: Christ · 17: Zeeman · 18: Lewerissa · 19: Van den Bulk · 20: Janssen · 21: Beerensteyn · 22: Van der Most · 23: Geurts · Coach: Wiegman
1 Geurts ·
2 Van Lunteren ·
3 Van der Gragt ·
4 Van den Berg ·
5 Hogewoning ·
6 Dekker ·
7 Melis ·
8 Spitse ·
9 Miedema ·
10 Van de Donk ·
11 Martens ·
12 Bito ·
13 Janssen ·
14 Hoogendijk ·
15 Van Dongen ·
16 Van Veenendaal ·
17 Middag ·
18 Van Erp ·
19 Van de Ven ·
20 Roord ·
21 Lewerissa ·
22 Van de Sanden ·
23 Christ ·
Coach: Reijners